# Живое (фильм)
«Живо́е» (англ. Life) — американский научно-фантастический фильм ужасов 2017 года режиссёра Даниэля Эспиносы по сценарию Пола Верника и Ретта Риза. Главные роли исполнили Джейк Джилленхол, Ребекка Фергюсон, Райан Рейнольдс, Хироюки Санада, Эрион Бакаре и Ольга Дыховичная.
Мировая премьера фильма прошла 18 марта 2017 года на кинофестивале South by Southwest. Выход фильма в США состоялся 24 марта 2017 года, в России — днём раньше.

## Сюжет
Действие происходит в недалёком будущем. На борту МКС находится группа исследователей: медсотрудник Дэвид Джордан и бортинженер Рори Адамс из США, доктор Миранда Норт и экзобиолог Хью Дерри из Великобритании, японский системный инженер Шоу Мураками и российский капитан экспедиции Екатерина Головкина. Экипаж готовится к перехвату возвращающегося с Марса модуля с образцами пород, в которых предположительно имеются свидетельства внеземной жизни. Рори с помощью ручного манипулятора успевает захватить подлетающий к МКС модуль. При изучении образцов исследователи обнаруживают одноклеточное существо, тем самым подтверждая теорию о наличии жизни на Марсе. На Земле празднуют открытие и присваивают существу имя «Кэлвин» (в честь школы, названной по имени 30-го президента США Калвина Кулиджа).
В процессе развития существа Хью выясняет, что он представляет собой многоклеточный колониальный организм, который при отсутствии кислорода впадает в анабиоз. После небольшого инцидента с разгерметизацией исследовательской камеры-инкубатора Кэлвин впадает в оцепенение. Хью пытается вывести его из этого состояния электрошокером, но Кэлвин сначала ломает ему пальцы и кисть руки, после чего, демонстрируя небывалую сообразительность, выбирается из камеры.
Екатерина отдаёт приказ об уничтожении Кэлвина. Рори открывает лабораторию и спасает Хью, вытаскивая его оттуда. Однако Кэлвин в последний момент хватает Рори за ногу, вынуждая Дэвида запереть обоих в лаборатории. Рори пытается убить Кэлвина с помощью плазменной горелки. Кэлвин проникает в тело Рори через рот и убивает его. Затем команда видит, что существо, выбравшись из тела Рори, становится в несколько раз больше. Сопло летающей в невесомости горелки сталкивается с датчиком огня и активируется система пожаротушения.
Существо успевает выбраться из лаборатории сквозь одну из вентиляционных труб. Одновременно с этим выходит из строя система связи с Землёй, хотя команда успевает отправить сигнал бедствия. Екатерина выходит в открытый космос, чтобы диагностировать причину, и приходит к выводу, что Кэлвин в качестве питания поглотил хладагент системы охлаждения, в результате чего оборудование перегрелось. В этот момент Кэлвин выбирается из трубопровода наружу и обхватывает её скафандр, выведя из строя его систему охлаждения. Дэвид, пытаясь спасти Екатерину, просит её помочь открыть отсек снаружи. Однако Екатерина вертит ручку отсека в обратном направлении, и Миранда понимает, что она делает это сознательно, чтобы не пустить Кэлвина внутрь станции. Екатерина погибает, захлебнувшись жидкостью в скафандре.
Тем временем Кэлвин через один из двигателей малой тяги проникает обратно на станцию. Команда принимает решение перейти в рекреационный отсек и разгерметизировать станцию, чтобы оставшееся в ней существо, лишившись кислорода, впало в спячку. Хью замечает Кэлвина, однако не сообщает о нём команде. Позже он теряет сознание, и группа пытается его реанимировать, но обнаруживает Кэлвина, поедающего ногу Хью. Существо атакует исследователей, вынуждая их бежать: Дэвид и Миранда запираются в отсеке управления, а Шоу — в капсуле для сна. Кэлвин пытается сломать стекло капсулы Шоу, после чего уходит прочь. Дэвид и Миранда возвращаются к Хью, и тот умирает.
С Земли к МКС приближается космический корабль «Союз», который стыкуется со станцией и пытается с помощью своих двигателей вывести её глубже в космос. Согласно протоколу, разработанному самой Мирандой, на Земле приняли решение уничтожить МКС после получения сигнала бедствия. Шоу, не подозревая, что экипаж должен быть принесён в жертву, выходит из капсулы и летит в стыковочный шлюз, чтобы встретить «спасателей». Открыв шлюз, Шоу, сам того не желая, даёт Кэлвину возможность напасть на «спасателей», которых марсианин убивает. Дэвид и Миранда пытаются спасти Шоу, но тот погибает.
Дэвиду приходит идея заманить Кэлвина кислородными свечами в одну из спасательных капсул и при помощи ручного управления направиться в ней в открытый космос. В другой капсуле Миранда должна будет вернуться на Землю. Дэвид заманивает существо в свою капсулу, а Миранда записывает обращение на случай возможной гибели при вхождении в атмосферу. Обломки разрушающегося корабля попадают в одну капсулу, в результате чего она улетает в открытый космос, а другая входит в атмосферу Земли. Капсула приземляется в южной части Тихого океана. Рыбаки, находящиеся рядом, заглядывают в иллюминатор и видят опутанного марсианским существом Дэвида. Выясняется, что обломки корабля вывели из строя капсулу Миранды, и она удаляется глубже в космос. Рыбаки открывают капсулу, несмотря на крики Дэвида не делать этого, в то время как к месту происшествия подплывают лодки.

## В ролях
| Актёр            | Роль                                 |
| ---------------- | ------------------------------------ |
| Джейк Джилленхол | медицинский сотрудник Дэвид Джордан  |
| Ребекка Фергюсон | доктор Миранда Норт                  |
| Райан Рейнольдс  | бортинженер Рори Адамс               |
| Хироюки Санада   | системный инженер Шоу Мураками       |
| Эрион Бакаре     | экзобиолог Хью Дерри                 |
| Ольга Дыховичная | командир экипажа Екатерина Головкина |

## Производство
18 ноября 2015 года сайт Deadline Hollywood сообщил, что финансирующая проект компания Skydance Media привлекла режиссёра Даниэля Эспиносу для съёмок фильма «Живое» по сценарию Пола Верника и Ретта Риза. Продюсерами фильма были назначены Дэвид Эллисон, Дана Голдберг, Бонни Кёртис и Джули Линн.
28 января 2016 года Ребекка Фергюсон получила главную роль в фильме. 16 февраля 2016 года к актёрскому составу присоединился Райан Рейнольдс. 10 марта 2016 года стало известно об участии в фильме Джейка Джилленхола. 23 июня 2016 года к проекту присоединился Хироюки Санада. 19 июля 2016 года журнал The Hollywood Reporter сообщил об утверждении на роли Эриона Бакаре и Ольги Дыховичной.
Основные съёмки начались 19 июля 2016 года на лондонской киностудии Шеппертон.

## Релиз
Премьера трейлера состоялась 30 октября 2016 года; финальный трейлер фильма вышел 10 февраля 2017 года.
18 марта 2017 года состоялась мировая премьера фильма на фестивале South by Southwest. В США «Живое» был выпущен 24 марта 2017 года компанией Columbia Pictures. Ранее релиз планировался на 26 мая 2017 года, однако был перенесён во избежание конкуренции с фильмами «Пираты Карибского моря: Мертвецы не рассказывают сказки» и «Чужой: Завет», последний из которых в свою очередь перешёл с даты 4 августа на 19 мая этого же года.

## Приём

### Кассовые сборы
«Живое» собрал 30,2 млн долларов в Северной Америке и 70,3 млн долларов в других странах. Итоговые сборы составили 100,5 млн долларов при бюджете в 58 млн долларов.
В Северной Америке «Живое» вышло одновременно с фильмами «Могучие рейнджеры», «Калифорнийский дорожный патруль» и «Уилсон». В первые выходные прогнозировались сборы в 12—17 млн долларов. В итоге кинолента дебютировала с кассой в $ 12,5 млн, заняв 4-е место в прокате после фильмов «Красавица и чудовище», «Могучие рейнджеры» и «Конг: Остров черепа». Во второй уик-энд фильм собрал 5,5 млн долларов, опустившись до 8-го места в кассе.

### Критика
На веб-сайте Rotten Tomatoes фильм имеет 68 % одобрения на основе 259 рецензий со средней оценкой 6/10. Критический консенсус сайта гласит: «„Живое“ захватывающ, хорошо сыгран и умело снят — ровно настолько, чтобы преодолеть его общую неспособность добавить новые штрихи к жанру „попавшие в западню в космосе“». На Metacritic фильм имеет 54 балла из 100, основанных на рецензиях 44 критиков, что указывает на «смешанные или средние отзывы». Аудитория CinemaScore дала фильму среднюю оценку C+ по шкале от A+ до F. PostTrak сообщил, что только 48 % участников аудитории дали фильму «определённую рекомендацию».

## Награды
| Премия / кинофестиваль | Категория                                                      | Номинант                                                   | Результат | Ссылки |
| ---------------------- | -------------------------------------------------------------- | ---------------------------------------------------------- | --------- | ------ |
| VES Awards             | Выдающаяся модель в фотореалистичном или анимированном проекте | Том Эдвардс, Чайтанья Кширсагар, Сатиш Куттан, Пареш Додиа | Номинация | [ 21 ] |
| Сатурн                 | Лучший научно-фантастический фильм                             | Живое                                                      | Номинация | [ 22 ] |